# Кравцов, Николай Иванович (литературовед)
Никола́й Ива́нович Кравцо́в (24 июня 1906, слобода Орехово Усть-Медведицкого округа Донской области — 9 сентября 1980) — советский славист-литературовед, профессор МГУ, переводчик с сербского.

## Биография
В 1923 году, после окончания школы, поступил в Московский институт слова, который окончил по словесному отделению в 1925 году.
В 1926 году он был принят на второй курс литературного отделения историко-этнологического факультета Московского университета и окончил его по русскому и западному циклам в 1929 году.
В 1929—1932 годах работал редактором в издательстве ГИХЛ.
11 января 1934 года арестован по делу «Российской национальной партии». Осужден на пять лет лагерей, отбывал срок в САЗЛаге, в лагере-совхозе «Малек» Мирзачульского района Ташкентской области. Освобожден 20 октября 1938 года без права жительства в Москве.
В 1939 году принят на должность старшего преподавателя по курсу истории русской литературы Тамбовского государственного педагогического института. Руководил кафедрой русского языка и литературы до 1960 года (с небольшим перерывом в 1941—1942 годах). Под его руководством тамбовскими филологами написан учебник «История русской литературы второй половины 19 века», вышедший в издательстве «Просвещение» в 1966 году. Параллельно с 1947 года работал в Институте славяноведения АН СССР.
С 1966 года был председателем Научного совет по фольклору при Отделении литературы и языка АН СССР.
В 1960—1980 годах руководил кафедрой устного народного творчества МГУ им. М. В. Ломоносова.
Скончался в 1980 году, похоронен в Москве.

## Основные работы
Книги
- Сербский эпос (составление, вступительная статья и комментарии). В 2-х томах. М.: Художественная литература, 1960.
- Русское народное поэтическое творчество. М.: Просвещение, 1971 (редактор).
- Русское устное народное творчество. М.: Высшая школа, 1977.
  - Русское устное народное творчество. 2-е изд. М., 1983.
  - 3-е изд. М., 1990 (в соавт. с С. Г. Лазутиным)
- Проблемы славянского фольклора. М.: Наука, 1972.
- Проблемы сравнительного изучения славянских литератур. М: Издательство Московского университета, 1973.
- Сербскохорватский эпос. М., 1985.

Статьи
- «Сербский эпос и история» (1948)
- «Идейное содержание сербского эпоса» (1951)
- «Песни жнецов в болгарском народном творчестве XIX в.» (1951)

Переводы
- Кто лучший юнак? / пер. с сербского Н. Кравцова // Мифы и легенды народов мира. Древние славяне.- М.: Мир книги ; Литература, 2004.- с. 348, 349.- ISBN 5-8405-0584-6